# Ustilago echinata
Ustilago echinata är en svampart som beskrevs av J. Schröt. 1869. Ustilago echinata ingår i släktet Ustilago och familjen Ustilaginaceae.   Inga underarter finns listade i Catalogue of Life.